# Папа Анастасије I
Папа Анастасије I (умро 19. децембра 401) је био 39. папа од 399. до 401. године.

## Биографија
Рођен је у Риму. Отац му се звао Максимус. На папској столици наследио је папу Сириција. Осудио је александријске списе теолога Оригена Адамантија убрзо након што су преведена на латински језик. Борио се против Оригеновог учења током читавог понтификата. Сазвао је 400. године савет да о њима расправља. Савет се сложио да Оригенови списи нису у складу са учењима католичке цркве. Анастасије је подстицао католике у Северној Африци у борби против донатизма. Наредио је свештеницима да стоје погнуте главе док читају Јеванђеља. Међу Анастасијевим пријатељима били су и Августин Хипонски, Јероним Стридонски и Павлин Нолски. Наследио га је син Иноћентије I што је јединствени случај у историји папства. 